# Чилдрън ъф Бодъм
„Чилдрън ъф Бодъм“ (на английски: Children of Bodom) е метъл група от град Еспоо, Финландия.
Има известни дебати около точното определяне на стила на групата, но звученето може да бъде описано като смесица между мелодичен дет с пауър метъл, блек метъл и влияния на симфоничен метъл.
Първоначалните албуми на групата са повече към стила на блек метъла, но постепенно звученето се измества към мелодичния дет и траш метъл. Последният албум (Blooddrunk), клони към индъстриъл звучене, което отблъсква част от старите почитатели на групата.
Групата е наречена на неразкрито убийство на няколко деца, станало през 1960-те години близо до езерото Бодоминярви (Bodom на шведски и английски) край Еспоо.

## История

### Ранни години (1993 – 1997)
Първоначалнният вариант на групата е сформиран през 1993 г. от китариста Алекси Лайхо (Alexi Laiho) и барабаниста Яска Раатикайнен (Jaska Raatikainen) под името IneartheD. Двамата са се познавали от детство и са споделяли общи музикални интереси в хевиметъла и дет метъла, откривани в групи като Stone, Entombed и Obituary. Малко по-късно след сформирането на IneartheD, се присъединява и басиста Самули Миетинен (Samuli Miettinen), с което се оформя и първоначалния състав на групата. През август същата година излиза и техният демо запис Implosion of Heaven.
Самули е бил основния текстописец на групата през двете години в които свири в IneartheD. В края на 1995 г. той напуска групата, заминавайки за САЩ със семейството си. Последните приноси на Самули Миетиен са в тестовете на песните към втория демо запис на групата – Ubiquitous Absence of Remission. В това произведение, клавирите се появяват за пръв път в звученето на групата. За да постигнат това Алекси и Яска изпълняват клавирните партии отделно, а впоследствие всичко бива било миксирано с останалите инструменти. След напускането на Самули, текстовете започват да се пишат от Алекси, преди това ангажиран с композирането на самата музика.
По времето, когато Яска е свирил на валдхорна в местна група, на репетиции се запознава с Александер Куопала (Alexander Kuoppala) – тромпетист и виртуозен китарист. Малко след вторият демо запис на IneartheD, Александер е поканен в групата, като ритъм китарист.
Басиста, избран да замени Самули бил Хенка Сепеле (Henkka Seppälä), с когото Алекси и Яска се запознават в училище. Освен изпълненията на бас китара, Хенка често дублира, като беквокал. Заедно с Хенка през 1996 г., към групата се присъединява и клавириста Яни Пиришоки (Jani Pirisjoki).
С този състав, IneartheD записват и третото си демо – Shining. Този запис не е приет с възторг от звукозаписните компании. По това време музиката на групата намира малка подкрепа и е изпълнявана предимно в регионални сцени. Като последен опит групата решава да запише собствен албум, независимо и самофинансирано. Това е било предизвикателство, тъй като по това време никой от музикантите не е разполагал с пари.
Взискателността на Алекси към клавирните партии е причината Пиришоки да напусне групата, но това става без скандали и пререкания. По това време приятел на Яска, пианист на име Яне Вирман (Janne Wirman) е избран за наследник на Яни.
Яни е липсващото звено, завършващо звученето на IneartheD. Точно тези клавирни партии характеризират стила, по-късно емблема на „Чилдрен ъф Бодъм“. През 1997 г. в този състав групата записва първият си самостоятелен албум – Something Wild. Преназначен е да бъде издаден от малка белгийска звукозаписна компания, но вторият вокалист Сами Тенец (Sami Tenetz) праща записите и на Ево Рютконен (Ewo Rytkonen) от Spinefarm Records. Все пак IneartheD подписват първоначален договор. Обаче, собственика на Spinefarm, Ево е впечатлен от групата и е заинтересован от подписването на договор с тях. Тази възможност е била много по-привлекателна, тъй като белгийската компания не е предлагала почти никаква помощ в разпространението и продажбата на албума.
За да подпишат договор с Spinefarm, е било необходимо да се промени името на групата, тъй като договора с белгийската компания бил подписан с името IneartheD. Предложение за името дошло от местен телефонен указател, където било споменато името на езерото Бодъм. Езерото имало и подходяща за групата история, и след няколко възможности групата се спряла на окончателното си име „Чилдреън ъф Бодъм“.
Бодъм се свързва с жестоко убийство, случило се край езерото през 1960 г. Четирима младежи – две момчета и две девойки, били нападнати от предполагаем психопат, докато са лагерували край езерото. Единственият оцелял е полудял и се лекува в психиатрична клиника. Случаят все още остава неразкрит.

### Something Wild (1997 – 1998)
С идеята за популяризиране на предстоящия албум Something Wild, групата открива един от концертите на симфоничната блек метъл група Dimmu Borgir през 1997 г. Успехът на това представяне е последван от незабавното внимание на представители от Nuclear Blast, който предлагат договор на „Чилдрън ъф Бодъм“ в рамките на Европа, започващ от следващата (1998) година .
Албумът Something Wild е официално издаден през ноември 1997, като за промоцията му групата записва видеоклип на песента „Deadnight Warrior“. Видеоклипа е режисиран от Мика Линдберг (Mika Lindberg) с общ бюджет от €1000. Концепцията в него е относително семпла, включваща сцени на открито след снежна буря. В него „Чилдрън ъф Бодъм“ свирят за няколко часа през нощта на температури около -15 °C.
Първото европейско турне на албума започва през 1998 г. Тогава „Чилдрън ъф Бодъм“ свирят заедно с групи като Hypocrisy, Covenant и Agathodaimon, но страдат от липсата на Яне Вирман, приключващ своето образование. По време на това турне Яне е заменен от пианиста Ерна Сиикавирта (Erna Siikavirta).
Месеци по-късно, групата записва други две песни – „Towards Dead End“ и „Children of Bodom“.
Последната е включена в компилация от Spinefarm Records, а непосредствено след излизането си остава на върха на финландските класации за осем поредни седмици. През късния август, „Чилдрън ъф Бодъм“, записват на живо „Forevermore“, по време на концерт в Русия. По-късно същата тази песен е преименувана на „Downfall“.
Второто европейско турне, групата предприема през септември 1998, но отново Яне не е с тях. Алекси кани тогавашната си приятелка – Кимбърли Грос (Kimberly Goss) (от Sinergy и предишен член на Dimmu Borgir и Therion) за изпълнението на клавирните партии. В края на турнето Кимбърли на свой ред кани Алекси да се присъедини към Sinergy – по това време група в началните етапи от развитието си.

### Hatebreeder и Follow the Reaper (1998 – 2002)
Вторият албум – Hatebreeder, е записан в периода края на 1998 и началото на 1999 г. Първоначалното намерение било той да се казва Towards Dead End, но още в студиото групата решава да го прекръсти. Две седмици преди излизането на албума се появява сингълът „Downfall“ с намерението да усили нетърпението на феновете. С официалното излизане на Hatebreeder, „Чилдрън ъф Будом“ се появяват на върховете на много европейски класации.
През юли 1999 г., успехът на сингъла „Downfall“ и на албума Hatebreeder позволява включването на „Чилдрън ъф Будом“ в програмата на три концерта в Япония с групите Sinergy и ветераните In Flames. По време на два от концертите е записан и албум на живо – Tokyo Warhearts, в който групата изненадващо точно пресъздава студийните си записи. По тяхно желание никакви музикални ефекти не са добавяни към концертните записи впоследствие.
За следващия си албум, Children Of Bodom решават да използват студиото на Петер Тегтгрен (Peter Tägtgren) – Абюс (Abyss) в Швеция, вместо финландското Astia на Анси Киппо (Anssi Kippo), където са записвали целия си материал още от времето на демо албумите на IneartheD. „Чилдрън ъф Будом“ написват осем нови песни за предстоящия албум, но докато са в студиото решават да включат и бонус „Kissing the Shadows“, набързо композиран от Алекси. Запсите на албума се правят между август и септември 2000 г., като името което групата дава е Follow the Reaper. Официалното излизане на албума е в началото на 2001 г. Видеоклипа към песента от албума „Everytime I Die“ е режисирана от финландеца Туука Темонен (Tuukka Temonen), малко след това.

### Hate Crew Deathroll и Are You Dead Yet (2002 – 2007)
През февруари 2002 г., Children of Bodom започват работата си по предстоящия си албум Hate Crew Deathroll. Записите правят през август, но албума излиза официално през януари 2003 г. във Финландия. Албумът остава на върха във финландските класации общо три седмици, по-късно превръщащ се и в първия им златен (всички албуми достигат този статус, с изключение на Follow the Reaper, който е платинен).
Първото световно турне на CoB започва през 2003 г. и продължава до края на 2004 г. Въпреки успеха и утвърждаването на групата, по средата на турнето, Александер Куопала, решава да напусне групата по лични причини без да дава предизвестие. Тогава китаристът на Griffin Кай Нергор (Kai Nergaard) е поканен от Алекси да се присъедини, но Кай отказва. Тогава Роопе Латвала (Roope Latvala) от Stone заема временно мястото като сесиен музикант, до намирането на постоянно решение. Този състав е представен в Москва на 16 август 2003 г.
След успешното приключване на световното турне с Латвала, той получава и постоянна позиция в групата. Групата записва и издава EP-то Trashed, Lost & Strungout. Малко по-касно се появява и сингъла „In Your Face“, включващ песни от предстоящия албум, както и шегата кавър на Britney Spears – „Oops!... I Did It Again“.
В края на 2005 г. излиза и албума им Are You Dead Yet?, включващ стил различен от това което преди това е характеризирало творчеството на Bodom. По-прости, но по-тежки китарни рифове са включени в музиката, както и елементи от индъстриъл музиката. Реакациите на публиката са противоречиви, но комерсиалният успех е безспорен. Албумът достига златен статус във Финландия, 16-и в Германия, 16-и в Швеция и 17-и в Япония.
Следващото произведение на групата – ДВД сингъл на песента „In Your Face“ включващ видеоклип, материал за групата зад сцената и записи на живо от песента „Sixpounder“ по време на участието в Wacken Open Air през 2004 г.

### Blooddrunk и Relentless Reckless Forever (2007 – 2012)
Между октомври и декември 2007 г., Children of Bodom записват шестия си албум Blooddrunk, който излиза на 18 Апирл 2008 г. и включва 9 авторски композиции. Групата взима участие в Gigantour 2008 както и на много европейски фестивали като Wacken Open Air и Donington Download. Свотовното им турне, което продължава до 2009 г. ги отвежда за пръв път и в Нова Зеландия, Хонг Конг, Китай, Тайван и Хавай. Последният концерт от турнето за албума се състои в Москва през октомври 2009 г.
През септември 2009 г. групата издава албум с кавър версии, носещ заглавието Skeletons in the Closet.
Веднага след преключване на турнето си за Blooddrunk, Children Of Bodom се насочват към студиото за записването на последния си за сега албум Reckless Relentless Forever, който излиза на 8 март 2011 г. Албума отново е подкрепен със световно турне, обхващащо Северна и Южна Амерки, Европа, Азия и Австралия, което все още продължава като на групата предстоят участия в множество европейски фестивали през лятото на 2012 г.
На 19 април 2011 г. Children Of Bodom за пръв път свирят в България като концертът им се състои в зала Универсиада в София. Подгяващи групи на концерта са финландците Ensiferum и шведите Machinae Supremacy.

### Halo of Blood (от 2013 г.)
Halo of Blood е осмият студиен албум на бандата.

## Състав
Текущ състав
- Хенка Т. Блексмит (Henkka T Blacksmith) – бас китара, беквокали (1995-)
- Яне Вирман (Janne Wirman) – клавири (1997-)
- Яска Раатикайнен (Jaska Raatikainen) – барабани (1993-)

Предишни членове
- Алекси Лайхо (Alexi Laiho) – вокали, соло китара (1993-2020)†
- Самули Миетинен (Samuli Miettinen) – бас китара (1993 – 1995)
- Яни Пирисьоки (Jani Pirisjoki) – клавири (1995 – 1997)
- Александер Куопала (Alexander Kuoppala) – ритъм китара (1995 – 2003)
- Роопе Латвала (Roope Latvala) – ритъм китара, беквокали (2003 – 2015)

Членове на турнето
- Кимбърли Госс (Kimberly Goss) – клавири (1998)
- Ерна Сиикавирта (Erna Siikavirta) – клавири (1998)
- Антии Вирман – (Antti Wirman) – китара, беквокали (2015-)

Графика на членовете

## Дискография

### Албуми
- Something Wild (1997)
- Hatebreeder (1999)
- Tokyo Warhearts (Концертно CD, 1999)
- Follow the Reaper (2000)
- Hate Crew Deathroll (2003)
- Are You Dead Yet? (2005)
- Chaos Ridden Years – Stockholm Knockout Live (концертно DVD, CD, 2006)
- Blooddrunk (2008)
- Relentless Reckless Forever (2011)
- Halo of Blood (2013)
- I Worship Chaos (2015)
- Hexed (2019)

### Сингли иEP-та
Като Inearthed
- Implosion of Heaven (Демо, 1994)
- Ubiquitous Absence of Remission (Демо, 1995)
- Shining (Демо, 1996)

Като Children of Bodom
- The Carpenter (1997) (Сингъл с Nightwish и Thy Serpent)
- Children of Bodom (1998) (Сингъл с Cryhavoc и Wizzard)
- Downfall (1998)
- Hate Me! (2000)
- You're Better Off Dead (2002)
- Needled 24/7 (2003)
- Trashed, Lost & Strungout (EP и DVD-EP, 2004)
- In Your Face (2005)
- Are You Dead Yet? (2006)
- Blooddrunk (2008)
- Hellhounds On My Trail (EP, 2008)
- Smile Pretty For The Devil (2008)
- Lookin Out My Back Door (2009)
- Was It Worth It? (2011)

### Видеоклипове
- Roundtrip to Hell and Back - Reckless Relentless Forever
- Was It Worth It? - Reckless Relentless Forever
- Hellhounds on my trail - Blooddrunk
- Smile pretty for the devil - Blooddrunk
- Bloodrunk - Blooddrunk
- Are You Dead Yet? – Are You Dead Yet?
- Trashed, Lost and Strungout - Are You Dead Yet?
- In Your Face - Are You Dead Yet?
- SixPounder - Hate Crew Deathroll
- Needled 24/7 - Hate Crew Deathroll
- Everytime I Die - Follow the Reaper
- Downfall - Hatebreeder
- Deadnight Warrior - Something Wild

### Компилации
- Bestbreeder From 1997 to 2000 (2003)
- Holiday at Lake Bodom (15 Years of Wasted Youth) (2012)